# العدو الحبيب
العدو الحبيب (بالهندية: Gathbandhan؛ ويعني "التحالف") هو مسلسل درامي رومانسية هندي، عُرض على قناة Colors TV الهندية من 15 يناير إلى 27 نوفمبر 2019. المسلسل من بطولة شروتي شارما وأبرار قاضي، وتمت دبلجته إلى اللغة العربية وعرضه على قناة إم بي سي بوليوود.

## القصة
تدور أحداث المسلسل في مدينة مومباي ويحكي قصة حب غير متوقعة تنشأ بين شخصيتين من عالمين مختلفين تمامًا. راغو جادهاف (أبرار قاضي) هو شاب وسيم وجذاب، ولكنه زعيم عصابة محلي يعيش في أحد أحياء مومباي الفقيرة. وعلى النقيض تمامًا، دهاناك باريخ (شروتي شارما) هي فتاة طموحة ومستقيمة تحلم بأن تصبح ضابطة في جهاز الشرطة الهندي.
يقع راغو في حب دهاناك من النظرة الأولى، وتتشابك حياتهما عندما يقوم باختطافها وإجبارها على الزواج منه. تجد دهاناك نفسها عالقة في عالم الجريمة الذي يمثله راغو وعائلته، وخاصة والدته المتسلطة سافيتري (سونالي نايك)، التي ترفضها بشدة.
تتطور العلاقة بين راغو ودهاناك وسط صراع دائم بين الحب والواجب، حيث تحاول دهاناك إصلاح راغو وإبعاده عن طريق الجريمة، بينما يحاول هو حمايتها من أعدائه وكسب حبها. تزداد الأمور تعقيدًا مع وجود خطيب دهاناك السابق، وظهور العديد من المؤامرات التي تختبر قوة علاقتهما.

## فريق العمل
| الممثل       | الشخصية                      |
| ------------ | ---------------------------- |
| شروتي شارما  | دهاناك باريخ                 |
| أبرار قاضي   | راغو جادهاف                  |
| سونالي نايك  | سافيتري جادهاف (والدة راغو)  |
| كينشوك ماجان | أكشاي كابور                  |
| راجيف كومار  | ماهيندرا باريخ (والد دهاناك) |

## البث والدبلجة
عُرض المسلسل في الهند على قناة كولرز تي في ‏ بواقع 224 حلقة. وفي العالم العربي، قامت قناة إم بي سي بوليوود بعرض النسخة المدبلجة من المسلسل تحت عنوان "العدو الحبيب".